# Lissochlora punctiseriata
Lissochlora punctiseriata är en fjärilsart som beskrevs av Paul Dognin 1910. Lissochlora punctiseriata ingår i släktet Lissochlora och familjen mätare. Inga underarter finns listade i Catalogue of Life.